# Гзовский, Виктор Иванович
Ви́ктор Ива́нович Гзо́вский (12 января 1902 года, Санкт-Петербург — 14 марта 1974, Гамбург) — хореограф и педагог, в разное время руководивший балетными труппами Берлина, Парижа, Мюнхена, Флоренции, Дюссельдорфа и Гамбурга. Супруг Татьяны Гзовской.

## Биография
Учился в Петербурге у Евгении Соколовой. После гражданской войны оказался в Краснодаре, где повстречался с Татьяной Исаченко, знакомой ему ещё по Петербургу, и женился на ней. В 1925 году супруги смогли выехать в Берлин, где Гзовский стал балетмейстером Берлинской оперы. В 1928 году они открыли собственную танцевальную студию, а также организовали труппу «Балет Гзовских», с которой в январе 1932 года гастролировали в Париже с программой «Историческое ревю танцев и костюмов 1830—1930». Кроме того, с 1930 по 1933 года Гзовский был также хореографом на киностудии в Бабельсберге.
В 1937 году он покинул Германию и переехал в Париж (его жена осталась в Берлине), где начал работать в компании Марковой—Долина и одновременно преподавать в студии Вакер.
Во время оккупации Парижа в 1940—1941 годах ставил балетные спектакли для труппы Евгения Арцюка «Молодой русский балет», выступавшей в зале «Плейель», затем работал в кабаре, где ставил танцы «в стиле модерн»:391.
Сразу после окончания войны некоторое время возглавлял балетную труппу Парижской Оперы, где им был впервые на этой сцене поставлен II акт балета «Лебединое озеро» (до этого там исполнялись лишь фрагменты спектакля, поставленные в 1936 году Сержем Лифарём специально для завершения парижских гастролей Марины Семёновой).
В 1946—1947 и 1948—1953 был хореографом труппы «Балет Елисейских полей», где его наиболее значительной работой стала постановка балета «Сильфида».
В 1947 году был балетмейстером «Метрополитен балета» в Лондоне. С 1950 по 1952 год руководил балетной труппой Баварской оперы, осуществляя постановки в театре Принца-регента, после чего работал как балетмейстер и педагог в различных балетных труппах Европы, в том числе в театре Пергола во Флоренции и в Немецкой опере на Рейне в Дюссельдорфе (1964—1967).
С 1967 по 1970 год руководил труппой Гамбургского балета. Преподавал в труппе Мориса Бежара «Балет XX века».

### Постановки
Парижская Опера
- 1945 — «Лебединое озеро», II акт

Балет Елисейских полей, Париж
- 1946—1948 (точная дата постановки неизвестна) — «Маскарад» на музыку Жоржа Бизе
- 1946 — «Сильфида» (по мотивам Филиппо Тальони, Сильфида— Нина Вырубова, Джеймс — Ролан Пети)
- 1949 — Большое классическое па на музыку Даниэля Обера из оперы-балета «Бог и баядера, или Влюбленная куртизанка»

Поставлено для Иветт Шовире и Владимира Скуратова, затем его танцевали Олег Брянский и Соня Арова. Позднее Шовире передала хореографию Еве Евдокимовой, а та, будучи на стажировке в Театре им. Кирова — Габриэле Комлевой. В настоящее время виртуозное и элегантное Grand pas classique, ставшее настоящей классикой балетной сцены, является наиболее известным произведением хореографа.
Баварская государственная опера, Мюнхен
- 1950 — «Гамлет» на музыку Бориса Блахера (совместная постановка с Татьяной Гзовской)
- 27 марта 1952 — «Путь к свету»/Weg zum Licht на музыку Жоржа Орика
- 22 июля 1952 — Pas de cœur на музыку Готфрида фон Эйнема

Театр Пергола, Флоренция
- Танец часов (дивертисмент из оперы Амилькаре Понкьелли «Джоконда»)
- «Фантастическая лавка» (собственная версия)

Среди других постановок Гзовского — «Золушка», Па-де-катр, «Дриада» на музыку Адольфа Адана, одноактный балет на музыку Габриэля Форе (название неизвестно), включающий в себя pas de deux для Пьера Лакотта и Виолетт Верди.

### Фильмография
- 1946 — хореография для кинематографического дебюта Людмилы Чериной в роли прима-балерины Карины в фильме «Привидение» (режиссёр Кристиан-Жак)

### Педагогическая деятельность
Гзовский был настоящим апологетом классического танца. Репетируя, он умел показывать тончайшие нюансы роли. Однако постановки балетов интересовали его в гораздо меньшей степени, чем педагогическая деятельность. Он так любил преподавать, что зачастую давал артистам уроки, длившиеся по два с половиной часа:245.
Особенно славился своими лиричными адажио, где каждое па становилось законченным произведением искусства. Кроме классического танца преподавал также и характерный.
Ученики Гзовского описывали его как мягкого, простого в общении, но одержимого искусством танца человека. Высокий и худой, своим обликом он походил на Дон Кихота. Ему приписывалось владение исконно русским, чисто мариинским стилем. «Могло показаться, что это скульптор: Гзовский лепил тело танцовщика или танцовщицы» — вспоминал Милорад Мишкович:318.
В студии Гзовского занимались артисты Парижской Оперы и других балетных трупп Парижа. Среди его учеников Ирина Скорик, Иветт Шовире, Марика Безобразова, Нина Вырубова, Виолетт Верди, Вера Зорина, Колетт Маршан, Жан Бабиле, Александр Калюжный, Питер ван Дейк, Хайнц Розен, Олег Брянский, Паоло Бортолуцци, Сирил Атанасоф.

### Адреса
На протяжении многих лет Гзовский преподавал в парижской студии Вакер, расположенной в районе площади Клиши на улице Дуэ, д. 69. В той же студии преподавали Ольга Преображенская, Борис Князев, мадам Рузанн и её племянница Нора Кисс.